# عملات مركز زوار الكونغرس الأمريكي التذكارية
عملات مركز زوار الكونغرس الأمريكي التذكارية هي سلسلة عملات تذكارية أصدرتها دار السك الأمريكية في 28 فبراير 2001.

## التشريع
سمح قانون عملات مركز زوار الكونغرس الأمريكي التذكارية (قانون عام. 102–126) بإصدار ثلاث عملات معدنية من فئات نصف دولار ودولار فضي ونصف نسر ذهبي. سمح القانون بسك عملات معدنية غير متداولة وخاصة.

## التصميم

### نصف دولار

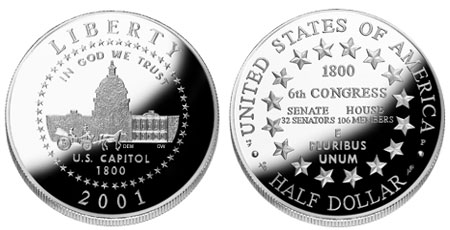
وجه وظهر عملة نصف دولار من سلسلة عملات مركز زوار الكونغرس الأمريكي التذكارية

صمم وجه عملة نصف دولار دين ماكمولن عليه الجناح الشمالي لمبنى الكابيتول الأصلي والمبنى الحالي وعربة تجرها الخيول في المقدمة، كلها محاطة بحلقة 50 نجمة تمثل الولايات الخمسين في الدولة. صممه الظهر أليكس شاجين ومارسيل جوفين عليه 16 نجمة -تمثل الولايات الـ 16 التي الأصلية في عام 1800- وعبارة تفيد بأن أعضاء مجلس الشيوخ 32 وأعضاء مجلس النواب 106 في المؤتمر السادس.

### دولار

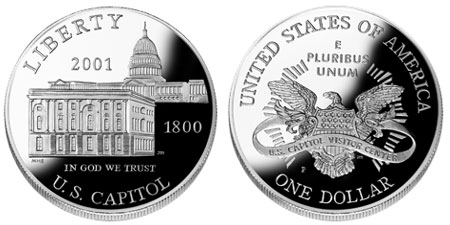
وجه وظهر عملة دولار من سلسلة عملات مركز زوار الكونغرس الأمريكي التذكارية

صمم وجه عملة الدولار ماريكا سوموجي، عليه صورة مبنى الكونغرس الأصلي في المقدمة والمبنى الحالي في الخلفية. وصمم الظهر جون ميركانتي وعليه نسر أصلع أمريكي ولافتة مكتوب عليها "مركز زوار الكونغرس الأمريكي".

### نصف نسر
صمم العملة إليزابيث جونز، على الوجه عمود كورنثي وعبارة "الاجتماع الأول للكونغرس في واشنطن". وعلى الظهر مبنى الكونغرس في عام 1800.

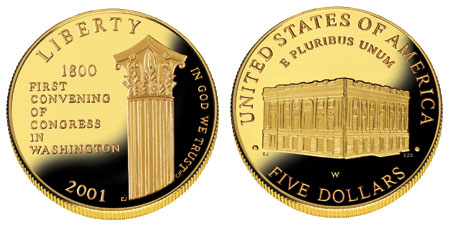
وجه وظهر عملة نصف نسر ذهبي (5 دولار) من سلسلة عملات مركز زوار الكونغرس الأمريكي التذكارية

## المواصفات
نصف دولار
- لون صندوق العرض: أزرق داكن
- الحافة: مقصب
- الوزن: 11.340 جرام
- القطر: 30.61 ملم; 1.205 بوصة
- التكوين: 92% نحاس، 8% نيكل (نيكل نحاسي)

دولار
- لون صندوق العرض: أزرق داكن
- الحافة: مقصب
- الوزن: 26.730 جرام، 0.8594 وزن تروي
- القطر: 38.10 ملم، 1.50 بوصة
- التكوين: 90% فضة، 10% نحاس

نصف نسر
- لون صندوق العرض: أزرق داكن
- الحافة: مقصب
- الوزن: 8.359 جرام، 0.2687 وزن تروي
- القطر: 21.59 ملم، 0.850 بوصة
- التكوين: 90% ذهب، 3.6% فضة، 6.4% نحاس